# Anđelko Marušić (nogometaš iz Širokog Brijega)
Anđelko Marušić (Široki Brijeg, 17. prosinca 1971.), bivši hrvatski nogometaš i nogometni trener iz Bosne i Hercegovine. 

## Karijera

### Igračka karijera
Za NK Široki Brijeg igrao je deset sezona, a prve je nastupe upisao 1988. godine. Sa Širokim je bio pet puta prvak Herceg-Bosne, a u sezonama 1994./95. i 1996./97. bio je najbolji strijelac lige. Drugi je najbolji strijelac prvenstva Herceg-Bosne s 58 postignutih pogodaka. Nakon 1994. godine za Široki Brijeg je odigrao 150 utakmica i postigao 60 pogodaka. Osim za Široki Brijeg igrao je u Uraniji iz Baške Vode i Dubrovniku.
Bio je član reprezentacije Herceg-Bosne na prijateljskoj utakmici s Paragvajom u Asunciónu 1996. godine.

### Trenerska karijera
Nakon igračke karijere bavi se trenerskim poslom. Bio je član stručnog stožera Mladosti iz Širokog Brijega.